# Chasity Melvin
Chasity Melvin, née le 3 mai 1976 à Roseboro (Caroline du Nord), est une joueuse puis entraîneuse américaine de basket-ball. 

## Biographie
Elle joue à l'Université d'État de Caroline du Nord de 1994 à 1998, conduisant les Wolfpack au Final Four pour sa saison senior, marquant 37 points lors de la demi-finale perdue face à Louisiana Tech le 27 mars 1998[réf. nécessaire]. Elle détient toujours en 2016 le record de points marqués par une freshman. Elle reste très liée avec son entraîneuse en NCAA Kay Yow et crée une fondation portant son nom après sa disparition, due au cancer.
Après avoir joué en ABL au Rage de Philadelphie, qui la choisissent en 2e position de la draft, où elle aligne 12,7 points et 5,6 rebonds. Elle rejoint la WNBA en 1999, où elle joue pour les Rockers de Cleveland qui l'ont draftée en 11e position de la draft 1999, puis les Mystics de Washington (2e choix de la draft de dispersion), puis le Sky de Chicago (échangée contre Monique Currie le 24 mai 2007) avant de terminer sa carrière aux Mystics. En douze saisons, elle a marqué en moyenne 9,7 points et 5,4 rebonds.
En 2011, elle fait partie des joueuses sélectionnées pour le WNBA All-Star Game 2001, mais elle ne peut y participer en raison d'une blessure.
Elle joue également en Italie (2001-2002 à Pool Comense 1872), Israël (au Ramat Hasharon), Espagne, Pologne (2007-2008 au Lotos Gdynia), Turquie (Botaş), Russie, Chine.
Après sa carrière de joueuse, elle rejoint le monde des médiaspour l'Université de Syracuse puis comme salariée de National Basketball Retired Players Association.

## Entraîneuse
Après sa retraite sportive, elle dirige pendant deux ans des équipes de high school puis postule sans succès pour entraîner en NCAA et WNBA. En octobre 2018, elle devient la première femme à intégrer le staff d'une équipe de G League, le Swarm de Greensboro sous la direction de Joe Wolf, via le dispositif de reconversion professionnelle des anciens joueurs de NBA et WNBA qu'elle avait intégré sur le conseil de l'ancienne joueuse Stacey Lovelace.